# 孙英
孫英（1936年12月—2025年7月6日），男，汉族，天津宝坻人。曾任中共甘肃省委书记、甘肃省人民政府省长、中共中央党史研究室主任。

## 生平
1958年毕业于山西师范学院历史系。后任山西大学团委副书记，共青团山西省委副书记，山西省青联主席。离开团省委后任中共太原市委副书记。1987年接任中共太原市委书记。1991年3月，当选中共山西省委常委。
1992年初，与中共甘肃省委副书记梁伯英互换职务，出任甘肃省委副书记。1993年12月正式当选为第八届中共甘肃省委副书记。1996年7月，张吾乐走后，被任命为甘肃省人民政府副省长、代理省长，次年任省长。1998年4月至2001年1月任中共甘肃省委书记。2000年12月起任中共中央党史研究室主任，直到2005年底由李景田接任。此时，孙英已经69岁，属于少数能超期任职的正部级干部。